# Topa Tudo por Dinheiro
Topa Tudo Por Dinheiro foi um programa de televisão brasileiro, exibido nas noites de domingo e veiculado pelo SBT. O programa era apresentado pelo empresário e comunicador Silvio Santos.
"Quem quer dinheiro?" foi um dentre os vários jargões amplamente utilizados por Silvio durante a exibição do programa. No mesmo programa, surgiram os famosos "aviõezinhos" que o apresentador atira para a plateia.

## História
A estreia do programa foi em 5 de maio de 1991 pontualmente às 17h ao vivo. Em meados de setembro do mesmo ano, começou a ser exibido entre 20h e 22h, horário até então ocupado pelo programa Show de Calouros.

### Ascâmeras escondidas
Uma atração dentre as mais marcantes do programa foram as câmeras escondidas ou pegadinhas, que Silvio introduziu como uma novidade nos programas que ele apresentava ao trazer em 1981 a ideia desde países que ele visitava – a exemplo da Suíça. 
Os principais atores delas foram:
- Ivo Holanda (chamado por Sílvio Santos de "O Saco de pancadas do SBT")
- Gilberto Fernandes, o "Gibe",  (1935-2010)
- Ruth Romcy (1927-2007)
- Fernando Benini
- Gel Correia (Georgina Correia Elvas)
- Carlinhos Aguiar

Outros atores foram:
- Celso Portiolli
- Cristina Cairo
- Murilo Amorim Correa (1926-1997)
- Lucélia Machiavelli
- Ney Carlos
- Adelita Del Sent
- Edson Melhorança (-2004)
- Fernanda Spadotti
- Rubens Felix
- Andréia
- Wanderley Baptista(1960-2002)
- Rogério Gonçalves
- Montanha (1966-2018)
- Dalita
- Pedrinho Tonelada
- Salvador de Barros
- Maurício
- Cláudio
- Sydiney (Kate Kentinha)
- Paulo Porto
- Marcia Milanesi
- Maria Clara, entre outros.

## Formato e detalhes
O programa é de um formato estrangeiro e era licenciado ao SBT, que precisava pagar pelo uso e seguir regras rígidas.
Com relação às pegadinhas ou Câmeras Escondidas, as participantes das caravanas do auditório tinham de observá-las atentamente. Silvio fazia uma pergunta a alguma selecionada do auditório para que ganhasse prêmios em dinheiro.

## Audiência
Em pouco tempo, o programa alcançou popularidade. Após a mudança de horário para as 20h, o Topa Tudo passou a concorrer diretamente com o Fantástico, da Rede Globo, e aos poucos foi aumentando sua audiência. Em 8 de setembro de 1991, veio a primeira vitória em cima do concorrente liderando por 30 minutos; no dia 15 de setembro do mesmo ano, a audiência do programa encostou na do Fantástico com um placar de 32 a 34 pontos no Ibope.
Em 22 de setembro, o programa superou o Fantástico com 36 pontos e picos de 40 contra 31. Na semana seguinte, venceu de novo com 37 pontos e picos de 41 a 29, em 27 de agosto de 1995, quando o Topa Tudo era exibido entre 21h e 23h30, registrou 30 pontos de audiência contra 23 da Rede Globo. Em março de 1996, a Rede Globo estreou o humorístico Sai de Baixo, como forma de combater a audiência do Topa Tudo, e então, o programa não conseguiu a liderança novamente até a derrocada do Sai de Baixo no início de 2000. Em 5 de novembro daquele ano, registrou média de 22 pontos com picos de 27.

## Término
A última edição do Topa Tudo foi ao ar em 16 de dezembro de 2001, após a final da primeira edição do reality show Casa dos Artistas também do SBT. Naquela edição, o programa foi ao ar das 0h35 às 1h43 e liderou na audiência com 24 pontos de média.
O programa ficou fora do ar durante a exibição do reality, quando sua exibição era às 23h.

## Retorno
Uma parte do formato está no ar desde 1º de junho de 2008 – agora com o nome Programa Silvio Santos –, em que ainda há câmeras escondidas (reprisadas e inéditas) e o qual engloba também quadros dos já extintos programas Qual É a Música? e Hot Hot Hot.